# Hominidae
Los homínidos (Hominidae) son una familia de primates hominoideos, que incluye cuatro géneros y ocho especies vivientes, entre las cuales se hallan los humanos, orangutanes, gorilas, chimpancés y bonobos.

## Amplitud de la familia
En la clasificación tradicional la familia Hominidae estaba compuesta exclusivamente por primates bípedos (géneros Homo, Australopithecus, Paranthropus, etc.). Actualmente, según la taxonomía cladística cuyo uso se está imponiendo en primatología, Hominidae incluye además a los grandes simios (géneros Gorilla, Pan y Pongo) anteriormente clasificados en la familia de los póngidos. En la mayor parte de los trabajos científicos actuales, los homínidos bípedos son ahora clasificados en la subtribu Hominina.[cita requerida] 
Por tanto, existe una cierta confusión de términos:
- Hominidae: castellanizado como homínidos, antes incluía solo a los primates bípedos y ahora también a los grandes simios.
- Hominina: castellanizado como homininos, solo incluye a los Hominidae bípedos. Por tanto, este es el término más adecuado para designar a los seres humanos actuales y todos los fósiles de nuestra propia línea evolutiva, desde que se produjo la separación con la línea del chimpancé hace unos seis millones de años; así, todas las especies que caminaron de forma erguida reciben el nombre de homininos.

Estudios realizados con técnicas moleculares del ADN indican que los chimpancés, gorilas y humanos forman un clado, con los orangutanes un poco más separados filogenéticamente. Salvo el orangután (nativo de Asia, específicamente Borneo y Sumatra), los actuales simios homínidos, y humanos, chimpancés y gorilas son originarios de África (si bien en el caso del humano se extendió por todo el mundo). Sin embargo, se han encontrado fósiles de homínidos en Europa y diversos lugares de Asia y África, procedentes del Mioceno (hace cerca de 20 millones de años). No existen evidencias físicas de que haya ningún tipo de homínido nativo de América, y el único simio homínido que cruzó de Eurasia a América de forma natural fue Homo sapiens.[cita requerida]

## Morfología

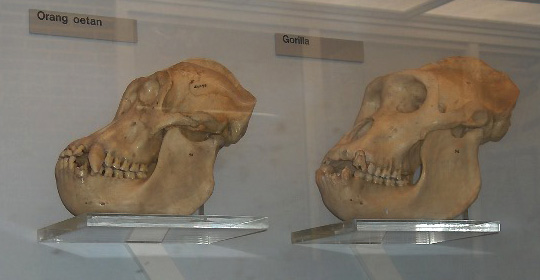
Cráneos de un orangután y un gorila.

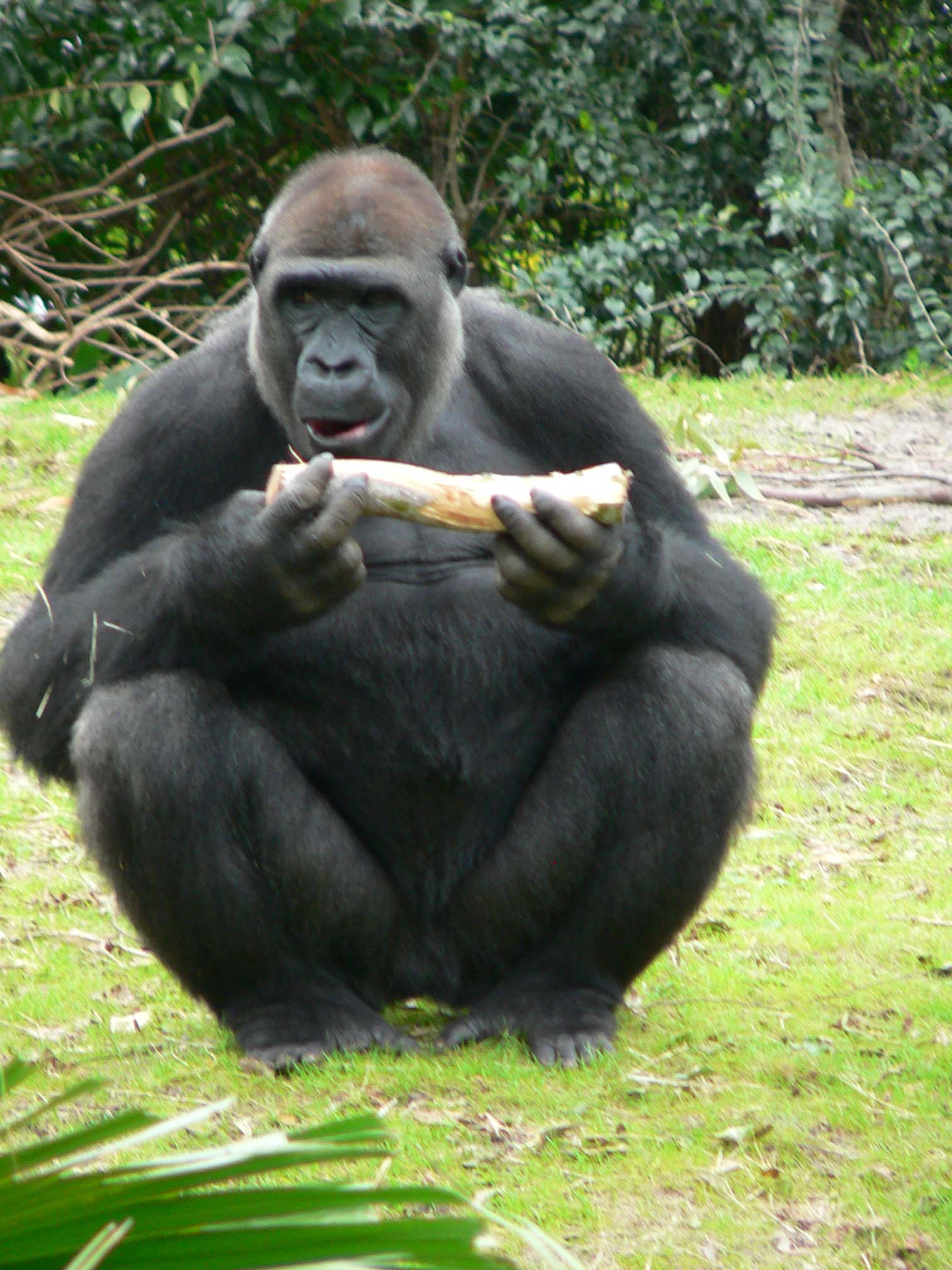
Gorilla gorilla comiendo.

Los homínidos son los primates más grandes, con un peso que oscila de 26 kg a 267 kg, y una altura en posición bípeda de 80 a 195 cm. En general, los machos son mayores que las hembras (dimorfismo sexual), con cuerpos robustos y brazos bien desarrollados. Tienen numerosas diferencias con respecto al esqueleto de los otros primates, especialmente relacionadas con su porte vertical.
Se caracterizan por su adaptación a la postura y marcha erectas, acortamiento de las extremidades superiores y evolución de la mano hacia una mayor funcionalidad; la regular proporción en las dimensiones de sus dientes, yuxtapuestos sin diastemas, describiendo un arco parabólico corto, con premolares inferiores homomorfos, bicuspidado el primero; y, en fin, el incremento progresivo de la capacidad craneal y la complejidad del cerebro, alojado bajo una bóveda cada vez más elevada.
Todos los miembros de esta familia tienen cerebros relativamente grandes y complejos, incluso para los estándares de los primates. Tienen las narinas próximas una de otra y orientadas hacia el frente y hacia abajo. La fórmula dental es la misma en todos los miembros de este grupo: 2/2, 1/1, 2/2, 3/3 = 32 dientes.
Los homínidos son omnívoros, aunque la base de su alimentación suelen ser las frutas y vegetales: en el caso del chimpancé, pueden incluir pequeños invertebrados o incluso mamíferos, lo que constituye menos del 2 % de su dieta. Otra característica es la complejidad de su comportamiento social, expresión facial y vocalización compleja. Todos construyen nidos o refugios y cuidan mucho a sus crías durante un largo período; las hembras tienen generalmente una cría en cada gestación.

## Clasificación

### Especies actuales

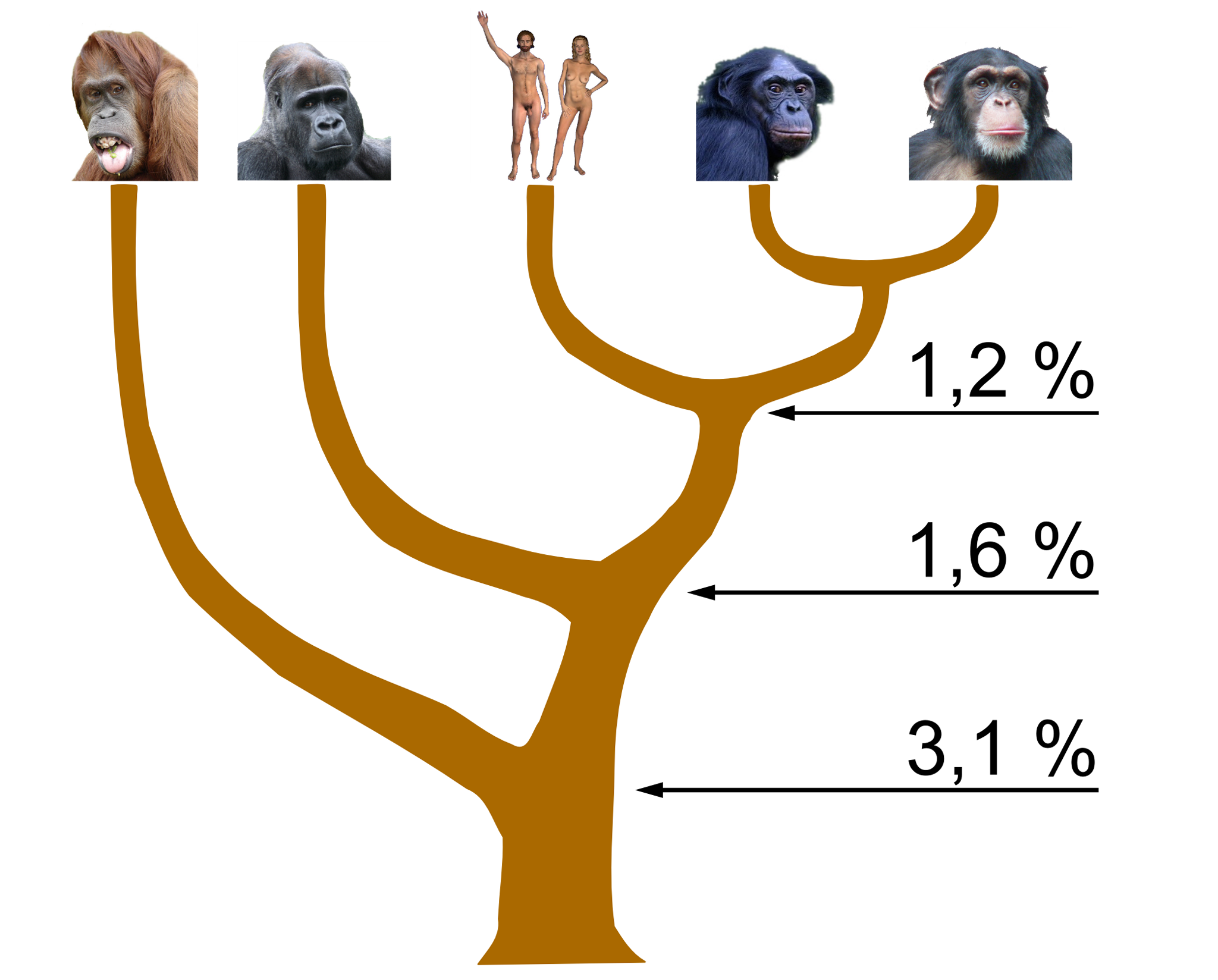
Diferencias entre pares de bases del ADN de los homínidos. (De izquierda a derecha: orangután, gorila, humano, bonobo y chimpancé).

Árbol filogenético de los homínidos.

Las ocho especies vivientes de homínidos se clasifican en cuatro géneros. La siguiente clasificación es la más aceptada:
- Familia Hominidae: humanos y otros grandes simios; géneros y especies extintas excluidos.
  - Subfamilia Ponginae
    - Género Pongo
      - Pongo pygmaeus - orangután de Borneo
        - Pongo pygmaeus pygmaeus
        - Pongo pygmaeus morio
        - Pongo pygmaeus wurmbii

      -  Pongo abelii - orangután de Sumatra
      - Pongo tapanuliensis - orangután de Tapanuli

  - Subfamilia Homininae
    - Tribu Gorillini
      - Género Gorilla
        - Gorilla gorilla - gorila occidental
          - Gorilla gorilla gorilla
          - Gorilla gorilla diehli

        - Gorilla beringei - gorila oriental
          - Gorilla beringei beringei
          - Gorilla beringei graueri

    - Tribu Hominini
      - Subtribu Panina
        - Género Pan - chimpancés
          - Pan troglodytes - chimpancé
            - Pan troglodytes troglodytes
            - Pan troglodytes verus
            - Pan troglodytes vellerosus
            - Pan troglodytes schweinfurthii

        - Pan paniscus - bonobo

      - Subtribu Hominina
        - Género Homo
          - Homo sapiens - humano

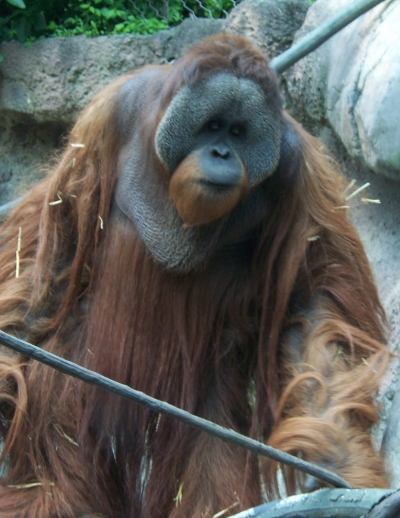
Pongo pygmaeus
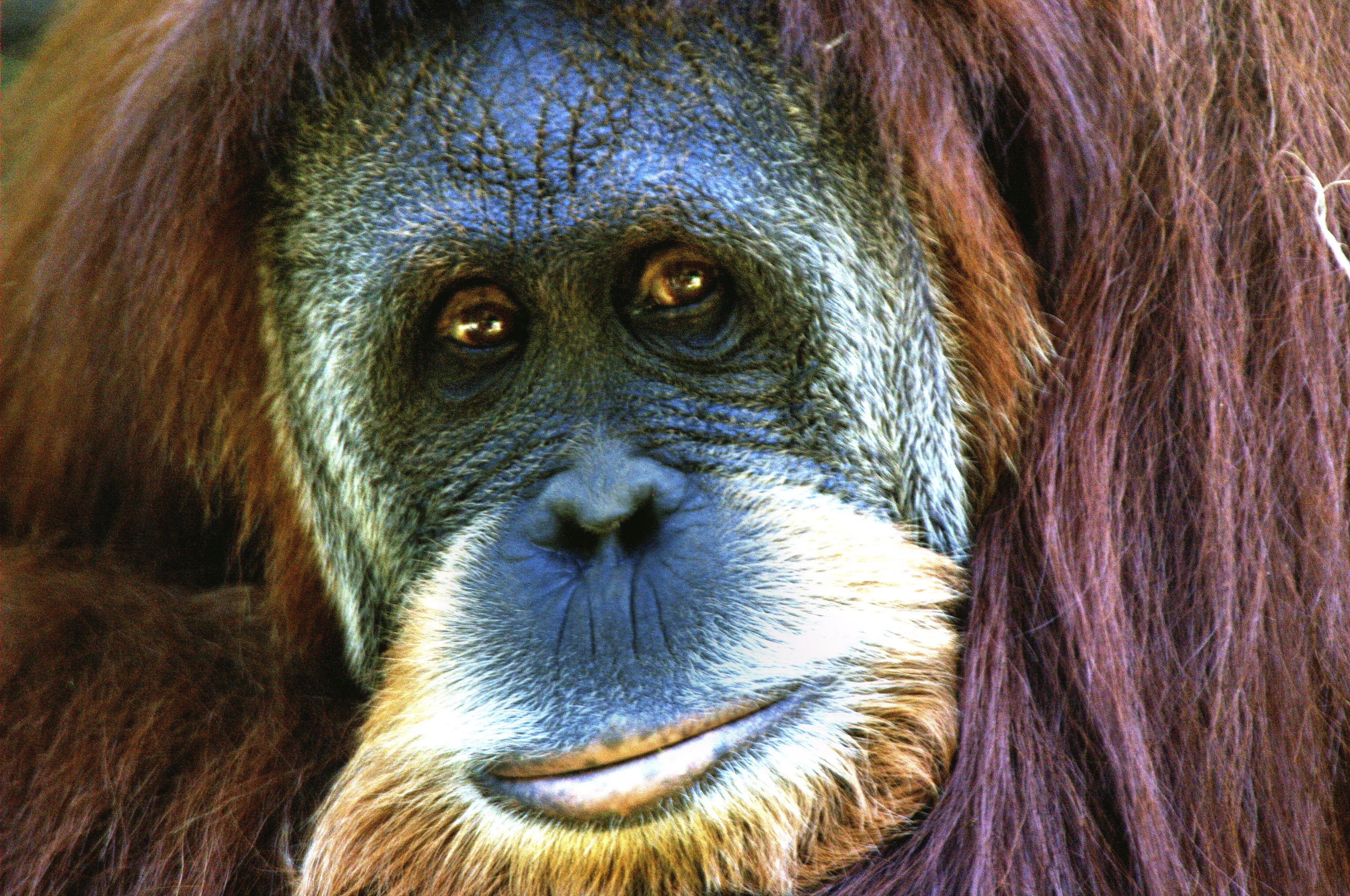
Pongo abelii
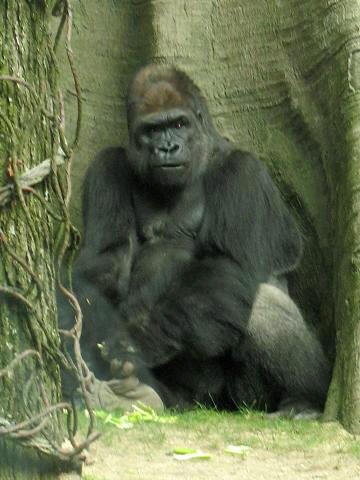
Gorilla gorilla
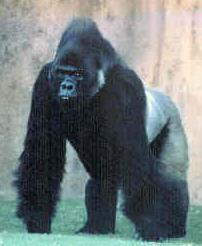
Gorilla beringei
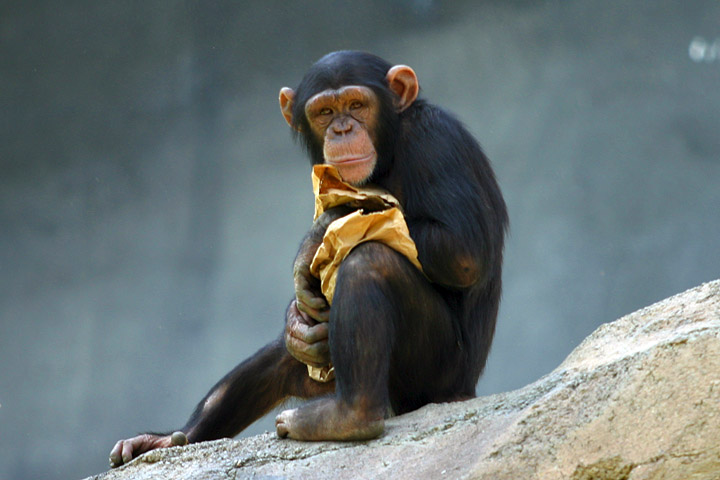
Pan troglodytes
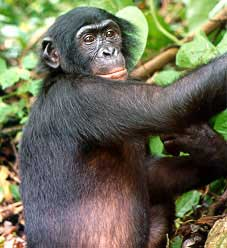
Pan paniscus

### Géneros y especies extintos

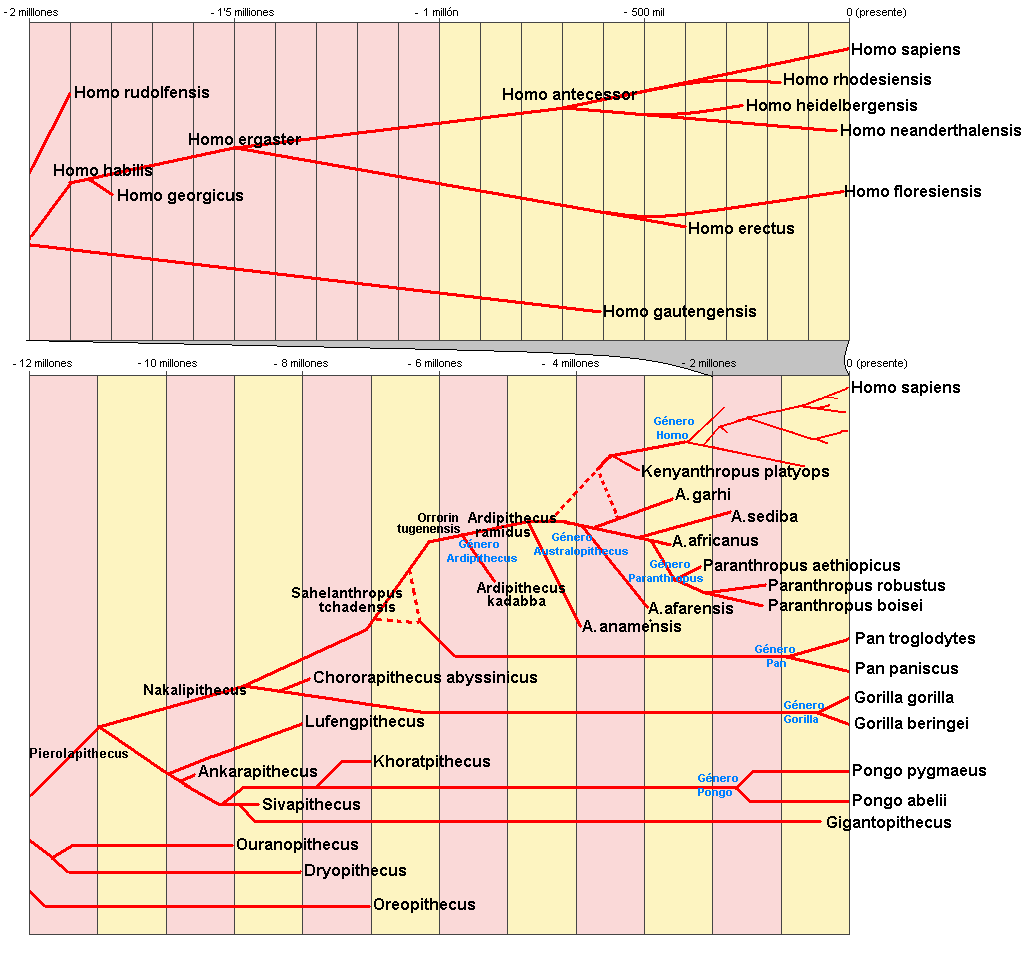
Filogenia de la familia Hominidae.

Adicionalmente a las especies y subespecies anteriores, los paleoantropólogos han descrito numerosos géneros y especies extintos:
- Subfamilia Ponginae[7]
  - Tribu Lufengpithecini
    - Lufengpithecus†
      - Lufengpithecus lufengensis†
      - Lufengpithecus keiyuanensis†
      - Lufengpithecus hudienensis†

    - Ankarapithecus†
    - Megathropus†

  - Tribu Sivapithecini
    - Sivapithecus†
      - Sivapithecus brevirostris†
      - Sivapithecus punjabicus†
      - Sivapithecus parvada†
      - Sivapithecus sivalensis†
      - Sivapithecus indicus†

    - Gigantopithecus†
    - Indopithecus†
    - Bodvapithecus†
    - Graecopithecus†[8]

  - Tribu Pongini
    - Khoratpithecus†
      - Khoratpithecus piriyai†
      - Khoratpithecus ayeyarwadyensis†
      - Khoratpithecus chiangmuanensis†

    - Pongo
      - Pongo hooijeri†
- Subfamilia Homininae[9]
  - Tribu Gorillini
    - Chororapithecus†
    - Nakalipithecus†[10][11]

  - Tribu Hominini
    - Homo
      - Homo naledi†
      - Homo habilis†
      - Homo rudolfensis†
      - Homo ergaster†
      - Homo gautengensis†
      - Homo georgicus†
      - Homo erectus†
      - Homo cepranensis†
      - Homo antecessor†
      - Homo heidelbergensis†
      - Homo rhodesiensis†
      - Homo floresiensis†
      - Homo tsaichangensis†
      - Homo luzonensis†
      - Homo neanderthalensis†
      - Homínido de Denísova†

    - Australopithecus†
      - Australopithecus anamensis†
      - Australopithecus afarensis†
      - Australopithecus garhi†
      - Australopithecus africanus†
      - Australopithecus bahrelghazali†

    - Paranthropus†
      - Paranthropus aethiopicus†
      - Paranthropus robustus†
      - Paranthropus boisei†

    - Ardipithecus† 
      - Ardipithecus kadabba†
      - Ardipithecus ramidus†

    - Kenyanthropus†
    - Sahelanthropus†
    - Orrorin†

  - Tribu Dryopithecini†[12][13]
    - Dryopithecus†
      - Dryopithecus brancoi†
      - Dryopithecus fontani†
      - Dryopithecus wuduensis†
      - Dryopithecus carinthiacus†

    - Hispanopithecus†
      - Hispanopithecus laietanus†
      - Hispanopithecus crusafonti†

    - Griphopithecus†
      - Griphopithecus africanus†
      - Griphopithecus alpani†
      - Griphopithecus darwini†

    - Anoiapithecus†
    - Rudapithecus†
    - Pierolapithecus†
    - Udabnopithecus†
    - Kenyapithecus†
    - Ouranopithecus†
    - Otavipithecus†
    - Oreopithecus†
    - Samburupithecus†
    - Danuvius†
    - Neopithecus†

## Conservación
La siguiente tabla enlista el número estimado de grandes simios que viven fuera de zoológicos.
| Especie               | Número estimado de individuos | Refs   |
| --------------------- | ----------------------------- | ------ |
| Orangután de Borneo   | 104 700                       | [ 14 ] |
| Orangután de Sumatra  | 13 846                        | [ 15 ] |
| Orangután de Tapanuli | 800                           | [ 16 ] |
| Gorila occidental     | 361 919                       | [ 17 ] |
| Gorila oriental       | 2600                          | [ 18 ] |
| Chimpancé común       | 299 700                       | [ 19 ] |
| Bonobo                | 20 000                        | [ 20 ] |
| Humano                | 8 000                         | [ 21 ] |